# 산격중학교
산격중학교(山格中學校)는 대한민국 대구광역시 북구 산격동에 있는 공립 중학교이다.

## 학교 연혁
- 1985년 12월 20일 : 산격여자중학교 설립인가 (30학급)
- 1986년 3월 1일 : 초대 오정수 교장 취임
- 1986년 3월 5일 : 제1회 입학식 (613명)
- 1987년 12월 2일 : 교사 4차 준공(15실)
- 1989년 2월 10일 : 제1회 졸업식 거행(603명)
- 1999년 12월 31일 : 펜싱연습장 설치 (연습장, 휴게실, 샤워장)
- 2001년 3월 1일 : 남녀공학 인가 교명을   "산격중학교"  로 변경
- 2001년 9월 4일 : 학교 급식소 준공
- 2004년 7월 28일 : 신관 4층 증축
- 2009년 10월 8일 : 도서실 이전 및 현대화로 ‘진서람’ 개소식
- 2019년 2월 22일 : 꿈마루 강당 준공 (2019.05.01 개관)
- 2021년 9월 1일 : 제20대 원미옥 교장 취임
- 2022년 2월 11일 : 제34회 졸업식(84명, 누계 10,707명)
- 2022년 3월 2일 : 제37회 신입생 입학(4학급 78명)

## 참고 자료
- 산격중학교 - 한국교육학술정보원 학교알리미